# Bouleternère
Bouleternère er en by og kommune i departementet Pyrénées-Orientales i Sydfrankrig.

## Geografi
Bouleternère ligger ved den lille flod Boulès i landskabet Ribéral nord for bakkerne i Aspres. Umiddelbart vest for byen ligger passet Col de Ternère (233 m), som forbinder Ribéral og Conflent.
Nærmeste byer er mod øst Ille-sur-Têt (5 km), mod syd Boule-d'Amont (13 km), mod vest Rodès (4 km) og  Vinça (6 km).  

## Navn
Det catalanske navn er Bulaternera. Bula (Boulès) er navnet på en lille flod, som løber mellem Boule-d'Amont og Bouleternère. Ternera er en sammentrækning af det catalanske terra negra (sort jord). Det stemmer med at jorden øst for Boulès, hvor Bouleternère ligger, er sort og frugtbar.

## Historie
Området omkring Bouleternère var først en del af Grevskabet Roussillon, men den strategisk beliggende by blev tilknyttet Grevskabet Conflent omkring år 878. I det 10. og det 11. århundrede havde klosteret Saint-Michel de Cuxa flere besiddelser i Bouleternère, men byen hørte til Grevskabet Cerdagne. I 1117 overgik byen til Grevskabet Barcelona, men kom tilbage til Roussillon i 1303, da Jakob 2. af Mallorca gav det som len til Pierre de Fenouillet, der i 1314 også blev udnævnt til vicegreve af Ille.

## Demografi

### Udvikling i folketal
| 1962                                                              | 1968 | 1975 | 1982 | 1990 | 1999 | 2007 | 2012 | 2017 |
| ----------------------------------------------------------------- | ---- | ---- | ---- | ---- | ---- | ---- | ---- | ---- |
| 818                                                               | 885  | 739  | 728  | 625  | 643  | 777  | 880  | 935  |
| Tal fra og med 1962 er uden dobbelttælling (sans doubles comptes) |      |      |      |      |      |      |      |      |